# Malatya
Malatya — Melid en llengua hitita, Μαλάτεια, Malateia en grec, Մալաթիա, en armeni Malat'ya, antigament Melitealkhé, Melitene en llatí — és una ciutat al centre de la Turquia oriental, capital de la província del mateix nom.

## Història
S'esmenta ja en el període hitita amb el nom de Melid o Melidda. Era coneguda en temps del regne d'Urartu quan formava el regne anomenat Melitealkhé esmentat a partir de l'entorn del 800 aC. Apareix en una inscripció del rei Z-k-r d'Hamat que l'anomena M-l-z, inscripció que fou trobada a Afis, prop d'Alep. El 711 aC el regne fou sotmès a Assíria. En el període hel·lenístic i romà fou coneguda com a Melitene. Aquesta ciutat estava a certa distància de la moderna Malatya, al que avui dia és el poble d'Arslantepe, i prop de la capital de districte de Battalgazi on després la ciutat es va desplaçar i va restar fins al segle xix (el nom oficial de Battalgazi fou Eski Malatya, que vol dir Vella Malatya). Melitene fou romana d'Orient fins al 1071 quan fou ocupada pels armenis; el 1101 va passar als turcmans.

### Període hitita i assiri
Arslantepe és un lloc habitat des del desenvolupament d'agricultura al creixent fèrtil. Era anomenat Maladiya, Melid o Meliddu per la gent antiga. A l'edat del Bronze el lloc es convertí en un centre administratiu d'una regió més gran al regne d'Isuwa. La ciutat es va reforçar notablement, probablement a causa de l'amenaça hitita des de l'oest. Els hitites van conquerir la ciutat al segle xiv aC. Situada a l'extrem de l'Imperi Hitita la ciutat es va convertir després en el centre de l'estat neohitita de Kammanu.
El regne de Malatya (Melitealkhé) va haver de pagar tribut a Assíria al segle xi aC, i va enfrontar a Urartu al segle viii aC però el regne va continuar existint i prosperant fins al temps del rei assiri Sargon II (722-705) que va saquejar la ciutat el 712 o 711 aC. Al mateix temps els cimeris i escites van envair Anatòlia i la ciutat va entrar en decadència. Es pensa que fou una fortalesa de la zona de l'Eufrates i l'equip d'arqueòlegs italians que hi excava des de 1961 està intentant determinar-ho exactament.

### Època romana i romana d'Orient
Sota l'Imperi Romà, Malatya, llavors Melitene, era el camp base de la Legio XII Fulminata i la XVI Flavia Firma. Era el centre principal de l'Armènia Menor (P'ok'r Hayk'), i ho va restar fins al final del segle iv quan Theodosius l'emperador romà oriental va dividir la regió en dues províncies: Armènia Primera (Armenia Prima), amb la seva capital a Sivas, i Armènia Segona (Armenia Secunda), amb la seva capital a Melitene.
Durant el regnat del Justinià (527-565), es van fer noves reformes administratives i Melitene es convertí en la capital de la província de l'Armènia Tercera (Armenia Tertia). El 575 els perses foren severament derrotats prop de Melitene i Còsroes I el Just (Khusraw I Anushirwan) va saquejar la ciutat abans d'abandonar-la. Vers el 590 la província d'Armènia Primera fou engrandida amb territoris cedits pels perses entre Erzurum i Kars, i rebatejada Armènia Interior, i el nom d'Armènia Primera fou donat a l'Armènia Tercera, és a dir a la regió de Melitene. El nom d'Armenia Tertia desaparegué substituït per la província de Gran Armènia que incloïa la Vall de l'Eufrates.
La ciutat fou capturada pel Califat Raixidun breument el 638 (Habib ibn Maslama al-Fihri) i altre cop per assalt el 656/657 (el mateix Habib) i la van tenir com a base d'al-Thughur pels seus atacs anuals a Anatòlia i més tard va fer la mateixa funció sota els abbàssides. Sota l'omeia Abd-al-Màlik ibn Marwan (685–705) els romans d'Orient la van recuperar i fou repoblada amb armenis. El 705 fou atacada pels omeies manats per Muhammad Ibn Marwan i la van conservar. El 751 fou reconquerida breument pels romans d'Orient de Constantí V que la va fer destruir però fou reconstruïda pels musulmans (And al-Wahhab ibn Ibrahim ibn Muhammad governador de l'Djazira i les Marques). Va canviar diverses vegades de mans al llarg de la segona meitat del segle viii i la primera del segle ix però sempre retornant al cap de poc als àrabs. Al segle ix va estar governada per emirs semi independents destacant Umar ibn Abd Allah al-Akta. Aquest emir local va protegir els paulicians (àrab al-Bayalika), als quals va permetre establir-se a Tefrícia i els va ajudar a derrotar els romans d'Orient davant de Samòsata el 858 però el 863 els romans d'Orient van derrotar decisivament l'emir Umar de Melitene i als paulicians de Tefrícia en la batalla del Lalacaont en la qual l'emir va morir. No obstant la ciutat, atacada diverses vegades, i que en alguns moments es va arribar a declarar feudatària de Constantinoble, no fou conquerida fins al 19 de maig del 934 quan l'emirat va ser abolit. El conqueridor, el domèstic Joan Curcues (pels àrabs al-Dumistik Kurkash) va cedir la ciutat al príncep armeni Mleh (àrab Malih, grec Meléas=Melees) junt amb Samòsata, però en fou expulsat el 932 per l'hamdànida de Mossul Said al-Dawla. Quan Nicèfor II Focas va conquerir Síria i Cilícia (962-965) va intentar reconstruir Melitene, molt malmesa, i repoblar-la amb grecs, però aquestos van refusar establir-s'hi per estar massa exposada i llavors Nicèfor II Focas va convèncer el patriarca jacobita de traslladar molts dels seus partidaris a la regió de Melitene (trasllat efectiu vers el 969). Aquests sirians establiren bisbats a Melitene així com a moltes ciutats circumdants.
El 986 Bardes Escler va tornar del seu exili a Bagdad i es va proclamar emperador a Melitene. D'altra banda el general romà d'Orient Bardes Focas es va revoltar a Carsiànon a Capadòcia i també es va proclamar emperador (15 d'agost del 987) i per una traïció va capturar a Escler a Melitene i el va empresonar.
Al segle següent van començar els atacs turcmans. El primer atac fou el 1057-1058 i ja no van parar.

### Domini armeni
L'emperador Romà IV Diògenes va entrar a Capadòcia i en va expulsar a les bandes turques el 1069 però el seu lloctinent Filàret Bracami, dux de Capadòcia, fou derrotat prop de la ciutat, i altres bandes van entrar a la regió i van saquejar fins a Iconi (Konya). Després de la batalla de Mantziciert (1071) fou governador de la fortalesa de Romanòpolis, enfront de Melitene, i fou l'únic general romà d'Orient que va quedar al sud-est d'Anatòlia. Amb el suport dels armenis que estaven emigrant a la regió i de vuit mil mercenaris normands, es va apoderar de Tars, Mamistra, Antioquia, Edessa i altres fortaleses. El desembre del 1084 va perdre Antioquia enfront de Sulayman I ibn Kutalmish, soldà de Rum. El 1087, va perdre Edessa davant del seljúcida Màlik-Xah I, i Filàret va fugir a la fortalesa de Germanícia (Marash), que també fou ocupada pels seljúcides. Els turcs diuen que Germanícia fou conquerida el 1084 i Filàret va fugir a Urfa i es va convertir a l'islam i fou un dels principals auxiliars de Malik Shah.
Les fortaleses van quedar en mans dels seus oficials i Melitene en mans de l'armeni (però ortodox grec) Gabriel; el 1086 es va aliar al beilicat danishmendita i cap al 1100, formava una forta aliança amb els comandants de la Primera Croada, especialment Bohemon I d'Antioquia (Bohemon de Tàrent) i Balduí de Bolonya que fou nomenat comte d'Edessa com a Balduí I d'Edessa i després elegit rei de Jerusalem deixant el comtat al seu cosí Balduí del Bourg (Balduí II d'Edessa). Gabriel va donar la seva filla, Morphia de Melitene, en matrimoni a Balduí II d'Edessa junt amb una dot de 50.000 bezants d'or. També va ajudar a pagar el rescat reclamat per alliberar a Bohemon que havia estat fet captiu per Danishmend Gazi. Guillem de Tir explica una anècdota en el qual Balduí va manipular les sensibilitats orientals de Gabriel, especialment la reverència per les barbes, i aconseguí treure-li 30.000 bezants d'or enredant-lo, a través d'una escena arranjada amb els seus cavallers, al fer-li creure que havia posat la seva barba en pignoració com a garantia de la paga dels seus soldats; Gabriel ràpidament va pagar la suposada deute i Balduí i els seus cavallers vam marxar contents de l'èxit de la seva estratagema, rient de la veneració ridícula dels orientals per a la barba. El setembre de 1101, els turcs danixmendites capturaven Malatya i el 1113, Balduí va obligar a Morphia a tancar-se a un convent per poder casar-se amb una altra dona.
Els danixmendites van ocupar Malatya el 1101, uns mesos després de la batalla de Melitene (1100). El 1104 moria a la ciutat el metropolità Ignatios, que fou la principal font dels escrits històrics del futur patriarca Miquel I el Sirià. El Soldanat de Rum centrat a Konya va eliminar el beilicat danishmendita al segle xii i Malatya va passar al seu domini que els van disputar els Mengudjèquides de Kemakh. Els seljúcides aliats als aiúbides tenien el control al final del segle. Del període seljúcida data el monument més antic conservat, el Ulu Djami. En aquest segle xii va viure a la ciutat l'historiador i patriarca Miquel I (1126-1199), ja esmentat, fill del sacerdot Eliya i descendent de la família Kindasi.
El 1231 els mongols van arribar a Hisn Ziyad i a la zona prop de Malatya. Després de la victòria mongola a Kose Dagh, prop de Sivas, el 1243, van assetjar Malatya dues vegades i van devastar la rodalia. El kan Abaqa (1265-1282) la va concedir al seljúcida Giyath al-Din Masud II ibn Izz al-Din Kay Kawus de Rum (1284-1296 i 1303-1307). En aquest segle xiii va viure a Malatya el Mafryan Gregori Abu l-Faradj, conegut com a Barhebraeus (1226-1286) fill del metge jueu Ahron (el 1243 Ahron va impedir als habitants de la ciutat de fugir davant els mongols).
Al segle xiv els cristians i musulmans vivien a la ciutat en completa harmonia. El sultanat de Rum es va acabar el 1308 i el territori estava sota autoritat nominal dels Ilkhànides. El 1315 el sultà mameluc Al-Màlik An-Nàssir Muhàmmad ibn Qalàwun va enviar un exèrcit manat pel naib de Damasc Sayf al-Din Denguiz al que es va unir el seu vassall Abu l-Fida d'Hamat. L'exèrcit va passar per Alep, Ayntab, Hisn Mansur i Zibatra i el 28 d'abril va acampar davant Malatya. L'hakim local Djamal al-Din al-Khidr (el pare i l'avi del qual ja havien exercit el mateix càrrec) es va presentar al campament i finalment va acceptar va rendir la plaça a canvi de seguretat pels seus habitants, però Denguiz no va poder controlar a la tropa que va saquejar i devastar la ciutat. Entre els presoners el mongol Ibn Kerbogha i el sahib d'Hisn Arkana, Shaykh Mindu. Una part de la ciutat es va cremar durant el saqueig.
Malatya fou constituïda en província fronterera mameluca amb 7 districtes (cadascun un castell): Mushar o Minshar, Kumi, Karahisar, Kardabirt, Kalat Akdja, Kalat Nawhaman i Kalat al-Akrad. No va ser escenari de grans esdeveniments, destacant la revolta de 1389 en què el governador provincial i el d'Alep, Mintash i Yilbogha, van intentar enderrocar al sultà Barquq. És llavors quan apareix a la regió la família dels Dhu l-Kadr Oghlu que sota sobirania mameluca va governar a Malatya fins al 1515. La ciutat fou conquerida temporalment per Baiazet I el 1391/1392; el 1400/1401 la va conquerir Tamerlà. Després de la batalla de Koç Hisar el 1516 va quedar en mans dels otomans de Selim I, que va aniquilar als Dhul-Kadr i el va determinar a iniciar la guerra contra els mamelucs; després de la victòria de Mardj Dabik va prendre la decisió d'ocupar Egipte.

### Història moderna
El territori de Malatya va formar un sandjak de l'eyalat de Dhu l-Kadiriyya. El 1525 tenia més de 1.500 contribuents el que donaria uns 7.000 habitants. El 1560 els contribuents eren 946 i la població prop dels 9.000 habitants. Al segle xviii els contribuents eren uns 400 contribuents i la població unes 3000 persones. Es creu que encara va declinar més a l'entrar al segle xviii. A l'estiu els habitants se n'anaven a les seves vinyes i jardins i això va fer néixer una nova ciutat a Aspuzu a pocs quilòmetres. A l'hivern de 1838-1839 l'exèrcit otomà que estava en guerra contra Muhammad Ali, va establir els seus quarters a la ciutat i els habitants van haver de passar l'hivern a les seves residències d'estiu. Quan van tornar a l'estiu del 1839 la vila estava tan malmesa que no pagava la pena arranjar-la. Així algunes coses de la vella Malatya que es van poder salvar es van traslladar a Azpuzu que va agafar el nom de Malatya La vella ciutat abandonada es va dir primer Eski Shehir i després Eski Malatya i avui és un poble de certa importància que porta el nom de Battalgazi, capital d'una nahiye o districte.
Al final del segle xix i l'inici del XX va tenir un gran creixement. En aquestos anys, però, fou l'escenari de violència anti-armènia. Durant les massacres d'Hamidian de 1895-1896, els armenis de Malatya intentaren sense èxit defensar-se de les persecucions del govern. Un 7.500 d'ells foren massacrats, la gran majoria dones, nens i vells. En les seqüeles, un equip de Creu Roja enviat a Malatya i dirigit per Julian B. Hubbell concloïa que 1.500 cases armènies havien estat saquejades i 375 cremades completament.
Segons l'Enciclopèdia Catòlica de 1913 (amb dades probablement de vers 1910 o abans), els habitants eren 30.000, amb una majoria turca clara, i una població d'armenis de 3.000, dels quals 800 eren catòlics. L'Enciclopèdia de l'Islam diu que al començar la I Guerra Mundial tenia uns 40.000 habitants; segons els armenis, d'aquesta població prop de la mitat seria armènia. De les cinc esglésies a la ciutat, tres pertanyien als armenis que es dedicaven principalment al comerç, al cultiu de la seda (cucs de seda) i a l'agricultura. A la primavera de 1915, els armenis de la ciutat foren reunits per les autoritats otomanes i enviats a les marxes de la mort cap als deserts de Síria. Els que sobrevisqueren es van instal·lar a diversos països.
Sigui que amb la guerra i la post guerra la ciutat va entrar altre cop en decadència o degut al genocidi, al cens de 1927 només tenia 20.000 habitants. Després no va parar de créixer, passant els antics 40.000. El 1975 havia superat els 150.000 habitants (154.505).

## Cuina

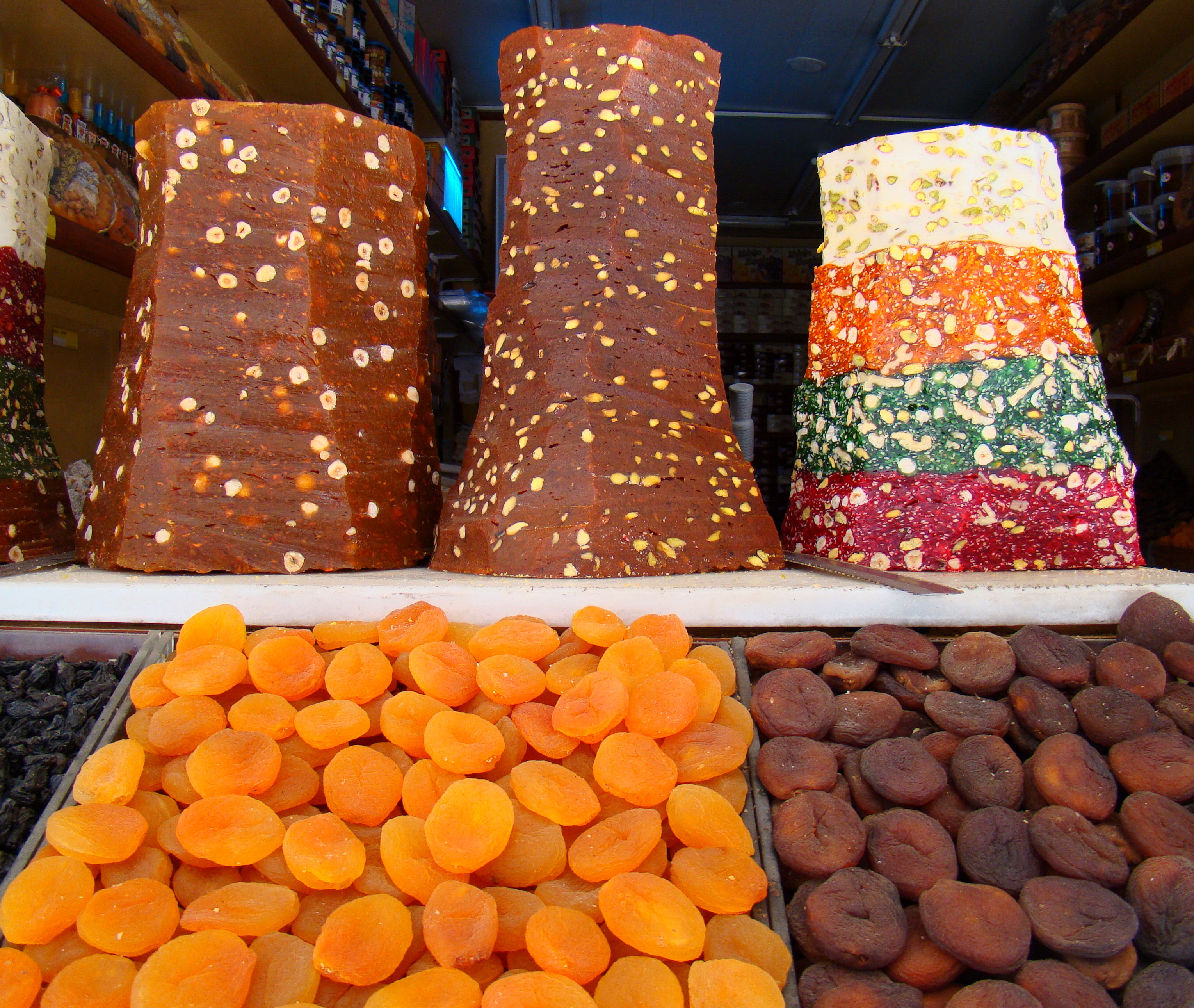
Productes d'albercocs a Malatya

Les mandonguilles (köfte) tenen un lloc especial en la cuina, igual com els albercocs, que s'utilitzen en molts àpats des de kebabs (carn rostida o rostida en peces petites) fins a postres. Hi ha més de setanta classes de köfte (mandonguilles) normalment fet amb blat i uns altres ingredients que s'hi barrejaven. El "Kagit Kebabi" és una de les especialitats locals més importants, sent un plat fet d'anyell i hortalissa rostida en un embolcall, que és normalment un paper greixós.
La regió de Malatya és més coneguda pels seus horts d'albercocs. Al voltant d'un 50% de la producció d'albercocs frescos i un 95% de la producció d'albercocs assecada a Turquia (el principal productor d'albercocs del món), és produït a la regió de Malatya i el nom de la fruita és sinònim de la ciutat. Després que l'albercoc fou portat de la seva pàtria d'origen al Turquestan a l'Àsia central, va arribar a la seva forma més deliciosa i sofisticada a la terra fèrtil de Malatya, nodrida pel sòl al·luvial d'afluents de l'Eufrates. Un 10-15% aproximadament de la collita mundial d'albercocs frescos, i aproximadament un 65-80% de la producció mundial d'albercocs assecats, procedeix de Malatya. Els albercocs Malatya són sovint assecats al sol per horts de família que utilitzen mètodes tradicionals, abans que es recullin i s'enviïn per tot el món.

## Festivals
La Fira de Malatya i la Festa dels Albercocs s'ha celebrat des de 1978, tots els anys el mes de juliol, per promoure els albercocs de Malatya i convoca els productors per trobar-se entre ells. Durant les festes, s'organitzen diverses activitats d'esports, concerts i competicions d'albercocs.
Propera en el temps a aquesta festa hi ha també algunes altres activitats anuals l'estiu. Les festes de la Cirera als districte de Yeilyurt (a la província) i les festes del raïm al districte d'Arapgir són també anuals.

## Esports
L'equip oficial de Malatya és el Malatyaspor amb colors vermell i groc. L'equip de futbol Malatyaspor està competint actualment a la Segona Lliga. L'estadi de Malatyaspor és L'estadi d'Inönü al centre de la ciutat. L'altre equip de Malatya és el Malatya Belediyespor amb colors verd i taronja. Està competint actualment a la Tercera Lliga.

## Educació
La Universitat Inonu és una de les universitats més grans en regió oriental de Turquia, i està situada a Malatya. S'establí el 1975 i té tres institucions i nou facultats al seu campus, amb més de 2.500 mestres i 20.000 estudiants. El seu gran campus està situat en la part del sud de la ciutat.
Hi ha 162 Instituts Nacionals dels que una part exigeix per entrar el famós examen d'ingrés d'institut, i entre aquestos l'Institut Malatya de la Ciència, Institut Anatoli de Malatya, Institut Anatoli Turgut Özal, i Institut Yaman Turk.

## Transport
Pel seu avenç relatiu en creixement industrial, Malatya és també un pol d'atracció per les seves regions circumdants, tant en comerç com en termes d'immigració. La ciutat és en un encreuament clau de carreteres a Turquia i a la xarxa ferroviària. Per tren també serveix d'encreuament per a Alep a través de línia de Samsun-Síria. La terminal d'autobús està situada uns 5 quilòmetres cap a l'oest del centre de ciutat i hi ha serveis interciutat regulars a i des d'Ankara, Istanbul i Gaziantep. L'estació de ferrocarril és a certa distància, a uns 3 quilòmetres cap a l'oest del centre de ciutat, i té trens exprés diaris a Elâzığ, Diyarbakir, Istanbul i Ankara. Arriben fàcilment a aquestes dues estacions els taxis i els serveis de dolmuş.
L'aeroport de Malatya, (Aeroport d'Erhaç), és 26 quilòmetres cap a l'oest del centre de ciutat i hi ha vols nacionals diaris des d'Istanbul, Ankara i Izmir. Des de 2007 també hi ha hagut vols internacionals durant els mesos d'estiu. Aquests vols internacionals són especialment des de ciutats alemanyes fins a Malatya, i la majoria dels passatgers són ciutadans turcs que estan vivint i treballant a Alemanya.

## Persones il·lustres
Més de la meitat de les vuit dècades de la Turquia republicana han estat dirigides o directament influïdes per fills de Malatya, com a presidents, primers ministres, ministres clau o líders d'oposició.
- İsmet İnönü (nascut a Esmirna) segon President de Turquia, primer ministre en deu governs i comandant durant la Guerra d'Independència Turca, i
- Turgut Özal vuitè President de Turquia, primer ministre entre 1983-1989
- Emine Sevgi Özdamar - actriu turca alemanya i autora
- Mehmet Ali Ağca - assassí del periodista Abdi İpekçi i que va ferir al Papa Joan Pau II en un atemptat
- Miquel I el Sirià - patriarca de l'Església Ortodoxa Siríaca de 1166 a 1199, i més conegut com l'autor de la gran història medieval Crònica.
- Polieucte de Melitene, sant màrtir del segle III
- Güldal Akşit, política turca. (1960-2021)

## Ciutats germanes
- Baton Rouge, Louisiana  Estats Units[15]